# Western Warriors SC
El Western Warriors es un equipo de fútbol de Bahamas que actualmente juega en la Liga BFA, está basado en la capital Nassau, pero juega los partidos en el The Roscow A.L. Davies Soccer Field. Es uno de los equipos más ganadores del país.

## Historia
El Western Warriors ha ganado la liga en cinco ocasiones, sus últimos tres títulos los consiguió de forma consecutiva consiguiendo un tricampeonato en los años 2022-2025.
En la temporada 2024-25 el equipo de reservas del Western Warriors jugó en la primera división junto al equipo titular. El equipo principal jugó como Western Warriors Titans y las reservas con el nombre de Western Warriors Gladiators para evitar confusión por los nombres.

## Palmarés
| Competicion        | Títulos                                     | Subcampeonatos   |
| ------------------ | ------------------------------------------- | ---------------- |
| Liga BFA (5)       | 2014-15, 2016-17, 2022-23, 2023-24, 2024-25 | 2015-16, 2017-18 |
| FA Cup Bahamas (5) | 2014-15, 2015-16, 2017-18, 2022-23, 2024-25 |                  |